# Horace Heidt
Horace Heidt (Alameda, 21 maggio 1901 – Los Angeles, 1º dicembre 1986) è stato un pianista e bandleader statunitense.
Horace Heidt partecipò a una serie di concerti, spettacoli di vaudeville e trasmissioni radiofoniche e collaborò con vari artisti. Una delle sue formazioni più note è quella degli Horace Heidt and his Musical Knights.

## Biografia

### Primi anni di vita
Nato nel 1901 ad Alameda, in California, Heidt frequentò le Culver Academies e l'UC Berkeley, dove faceva la guard della squadra di football americano scolastica. Tuttavia, a causa di un danno permanente alla schiena, egli dovette rinunciare alla carriera sportiva e decise di diventare un musicista. Heidt e alcuni compagni di classe formarono la band dei Californians.

### Carriera
Nel 1932 Heidt prese parte ai programmi Ship of Joy e Answers by the Dancers trasmessa su NBC Blue Network. Durante la fine del decennio, l'artista figurava nei programmi Captain Dobbsie's Ship of Joy e Horace Heidt's Alemite Brigadiers mandati in onda su CBS.
Nel 1936 Horace Heidt diresse un ensemble di otto musicisti che suonavano tutti l'armonica il sabato sera al Drake Hotel di Chicago.
Tra i primi successi scritti dal pianista vi sono Gone with the Wind (1937) e Ti-Pi-Tin (1938), giunte entrambe al primo posto in classifica.
Tra il 1937 e il 1939, egli tornò a lavorare per la NBC. Lui e il suo complesso suonarono nel programma Pot o' Gold (1939-1941). Nel 1941 Heidt fece un cameo con la sua band nel film Un sacco d'oro.
Dal 1940 al 1944 partecipò a Tums Treasure Chest, mentre dal 1943-1945 era una presenza fissa di varie trasmissioni mandate in onda su Blue Network.
Il 7 dicembre 1947 Heidt inaugurò un suo talent show sponsorizzato dalla Phillip Morris trasmesso per alcuni anni.
Nel 1953 Heidt operava anche in The American Way, programma della CBS sponsorizzato dalla Lucky Strike.
Fra gli artisti che collaboravano con Heidt e i suoi complessi radiofonici, alcuni dei quali erano tra i più noti tra gli anni trenta e cinquanta, vi erano Alvino Rey, le King Sisters, Matt Dennis e Art Carney.

### Morte
Heidt morì nel 1986, all'età di 85 anni e fu sepolto nel Forest Lawn Memorial Park di Hollywood Hills, a Los Angeles.

## Discografia parziale

### Singoli
- 1937 – Gone with the Wind
- 1937 – Once in a While
- 1937 – Hot Lips
- 1938 – Ti–Pi–Tin
- 1938 – This Can't Be Love
- 1938 – Heigh-Ho
- 1939 – Tomorrow Night
- 1940 – When You Wish upon a Star
- 1940 – The Stars and Stripes Forever
- 1941 – I Don't Want to Set the World on Fire
- 1941 – Mamma
- 1942 – Deep in the Heart of Texas
- 1943 – That Old Black Magic
- 1945 – Don't Fence Me In